# Teen Beach 2
Teen Beach 2 è un film per la televisione del 2015 diretto da Jeffrey Hornaday, sequel del film del 2013 Teen Beach Movie.
La prima TV negli Stati Uniti è stata il 26 giugno 2015, mentre in Italia il 27 giugno dello stesso anno su Disney Channel Italia, a dodici ore di distanza dalla messa in onda statunitense.

## Colonna sonora
1. Best Summer Ever (Maia Mitchell, Ross Lynch e il Cast)
2. On My Own (Ross Lynch)
3. Right Where I Wanna Be (Garrett Clayton e Grace Phipps)
4. Falling for Ya (Chrissie Fit e Jordan Fisher)
5. Wanna Be With You (Jordan Fisher)
6. Twist Your Frown Upside Down (Garrett Clayton, Grace Phipps, Maia Mitchell e Ross Lynch)
7. Silver Screen (Maia Mitchell e Ross Lynch)
8. Rescue Me (Sabrina Carpenter)
9. Gotta Be Me (Maia Mitchell, Ross Lynch e il Cast)
10. Meant to Be (Ripresa 3) (Garrett Clayton, Grace Phipps, Maia Mitchell e Ross Lynch)
11. That's How We Do (Maia Mitchell, Ross Lynch e il Cast)
12. Starting Over (R5)
13. On My Own (Ross Lynch)
14. Best Summer Ever (Amy Powers E Matthew Tishler)
15. Gotta Be Me (Charlie Mason, Joacim Persson, Johan Alkenas e Niclas Molinder)

## Produzione
Il 27 aprile 2014, è stato annunciato che Teen Beach Movie avrebbe avuto un sequel, con l'uscita prevista nel 2015 su Disney Channel. La produzione è iniziata nel luglio dello stesso anno a Porto Rico, come nel primo film. Il cast del primo film è stato riconfermato.

## Trasmissione
Negli Stati Uniti il primo promo del film è stato pubblicato il 26 novembre 2014, altri minori sono stati trasmessi fino al 13 febbraio 2015, quando è stato pubblicato il primo trailer ufficiale. Il film ha debuttato il 26 giugno 2015. In Italia il primo promo è stato trasmesso il 29 maggio 2015 che annunciava la trasmissione del film il 27 giugno 2015.